# Ogygia (épisode de Prison Break)
 (février 2024).
La mise en forme du texte ne suit pas les recommandations de Wikipédia : il faut le « wikifier ».
Les points d'amélioration suivants sont les cas les plus fréquents :
- Les titres sont pré-formatés par le logiciel. Ils ne sont ni en capitales, ni en gras.
- Le texte ne doit pas être écrit en capitales (les noms de famille non plus), ni en gras, ni en italique, ni en « petit »…
- Le gras n'est utilisé que pour surligner le titre de l'article dans l'introduction, une seule fois.
- L'italique est rarement utilisé : mots en langue étrangère, titres d'œuvres, noms de bateaux, etc.
- Les citations ne sont pas en italique mais en corps de texte normal. Elles sont entourées par des guillemets français : « et ».
- Les listes à puces sont à éviter, des paragraphes rédigés étant largement préférés. Les tableaux sont à réserver à la présentation de données structurées (résultats, etc.).
- Les appels de note de bas de page (petits chiffres en exposant, introduits par l'outil «  Source ») sont à placer entre la fin de phrase et le point final[comme ça].
- Les liens internes (vers d'autres articles de Wikipédia) sont à choisir avec parcimonie. Créez des liens vers des articles approfondissant le sujet. Les termes génériques sans rapport avec le sujet sont à éviter, ainsi que les répétitions de liens vers un même terme.
- Les liens externes sont à placer uniquement dans une section « Liens externes », à la fin de l'article. Ces liens sont à choisir avec parcimonie suivant les règles définies. Si un lien sert de source à l'article, son insertion dans le texte est à faire par les notes de bas de page.
- La présentation des références doit suivre les conventions bibliographiques. Il est recommandé d'utiliser les modèles {{Ouvrage}}, {{Chapitre}}, {{Article}}, {{Lien web}} et/ou {{Bibliographie}}. Le mode d'édition visuel peut mettre en forme automatiquement les références.
- Insérer une infobox (cadre d'informations à droite) n'est pas obligatoire pour parachever la mise en page.

Pour une aide détaillée, merci de consulter Aide:Wikification.
Si vous pensez que ces points ont été résolus, vous pouvez retirer ce bandeau et améliorer la mise en forme d'un autre article.
 (février 2024).
Ogygia est le 82e épisode de la série télévisée Prison Break ainsi que le premier de la cinquième saison.

## Résumé
Michael Scofield est présumé mort il y a 7 ans. Sa femme, Sara Tancredi s'est remarié tandis que son frère retombe peu à peu dans ses travers. A sa libération de prison, Theodore Bagwell reçoit une mystérieuse lettre contenant une photo d'un homme semblant être Michael Scofield,. Il en informe Lincoln qui n'y croit pas. Mais après avoir déterré le cercueil de son frère, il découvre que celui-ci est vide. Lincoln découvre ensuite que son frère est en prison au Yémen, ou la guerre civile fais rage, sous le nom de Kaniel Outis. Il part donc avec C-Note (qui a totalement changé de vie et s'est converti à l'Islam) mais sans Sara, qui a décidé de rester à Ithaca avec Jacob et Mike Junior. L'épisode se termine avec Burrows qui retrouve son frère en prison, mais celui-ci feint de ne pas le reconnaître pour ne pas s'attirer et leur attirer d'ennuis.

### Informations complémentaires
- Au début de l'épisode, Lincoln Burrows tente d'échapper aux hommes de Lucas Abbruzzi, qui n'est ni plus ni moins que le fils de John Abruzzi, l'un des huit évadés de Fox River, mort au début de la deuxième saison.
- Alors que Sara Tancredi habitait à Chicago dans les premières saisons, elle habite à Ithaca dans l'Etat de New York avec son fils et son nouveau mari, Jacob Anton Ness.
- Le visage qui apparaît sur les documents falsifiés de Scofield est en fait celui de Paul Scheuring, le créateur de la série.
- L'épisode nous fais comprendre que Michael a simulé sa mort.